# Głębock (Lelkowo)
Głębock (deutsch Tiefensee, Kreis Heiligenbeil/Ostpreußen) ist ein Dorf in der Landgemeinde Lelkowo (Lichtenfeld) im Powiat Braniewski (Kreis Braunsberg) der polnischen Woiwodschaft Ermland-Masuren.

## Geographische Lage
Das Dorf liegt in der historischen Region Ostpreußen am Südostufer des Tiefensees (poln. Jezioro Głębockie) innerhalb der Masurischen Seenplatte, 25 Kilometer südöstlich der früheren Kreisstadt Heiligenbeil (Mamonowo) und 30 Kilometer östlich von Braunsberg (Braniewo). Die Grenze zur russischen Oblast Kaliningrad (Gebiet Königsberg (Preußen)) im Norden ist drei Kilometer entfernt.

## Geschichte

Tiefensee in Ostpreußen, östlich des Frischen Haffs, südöstlich von Heiligenbeil und östlich von Braunsberg, auf einer Landkarte von 1910

Das frühere adlige Gutsdorf Tiefensee gehörte im 16. Jahrhundert zur Gutsherrschaft Arnstein und blieb mit deren Geschichte in den nächsten Jahrhunderten verbunden. Eigentümer waren die Familien von Rautter, von Troschke und von der Groeben. Im Jahr 1785 wird Tiefensee als ein adliges Vorwerk und Dorf mit einer Kirche und 27 Feuerstellen (Haushaltungen) beschrieben. Erst als Louis von der Groeben (1842–1904) Tiefensee verkaufte, wurde aus dem Vorwerk ein eigenständiges Gut, das dann allerdings die Ostpreußische Landgesellschaft in Rentensiedlungsstücke aufteilte.
Im Jahr 1909 erwarb August Steer (1867–1945), der aus Westerkappeln bei Osnabrück stammte, das Restgut mit einer Größe von 148,5 Hektar. Er ließ das Wohnhaus erweitern. Dieses wie auch die übrigen Gebäude des Gutes Tiefensee sind bis heute erhalten.
Am 11. Juni 1874 wurde die Landgemeinde Tiefensee in den Amtsbezirk Schönwalde (Grabowiec) eingegliedert. Diese Zugehörigkeit blieb bis 1945 bestehen. Bis zu diesem Zeitpunkt gehörte der Ort zum Landkreis Heiligenbeil im Regierungsbezirk Königsberg der preußischen Provinz Ostpreußen.
Gegen Ende des Zweiten Weltkriegs erobertete 1945 die Rote Armee die Region. Im März 1945 unterstellte die Sowjetunion Tiefensee der Verwaltung der Volksrepublik Polen. Diese benannte Tiefensee in Głębock um, vertrieb die Einwohner und ersetzte sie durch Polen.
Das Dorf ist heute der Woiwodschaft Ermland-Masuren angegliedert (1975–1998 Woiwodschaft Elbląg) und ist Sitz eines Schulzenamtes; es zählt heute 570 Einwohner.

### Bevölkerungsentwicklung bis 1945
| Jahr | Einwohner | Anmerkungen                                                        |
| ---- | --------- | ------------------------------------------------------------------ |
| 1816 | 204       | [ 2 ]                                                              |
| 1852 | 131       | [ 3 ]                                                              |
| 1858 | 300       | sämtlich Evangelische, davon 155 im Dorf und 145 auf dem Rittergut |
| 1864 | 190       | am 3. Dezember                                                     |
| 1910 | 303       | [ 6 ]                                                              |
| 1933 | 573       | [ 7 ]                                                              |
| 1939 | 575       | [ 7 ]                                                              |

## Religionen

### Pfarrkirche
Im Hungerkrieg 1414 wurde die Kirche beschädigt und im Reiterkrieg 1520 von polnischen Truppen zerstört. Der Bau konnte erst 1566 neu errichtet werden. Nach Inschrift in der Vorhalle wurde diese von 1649 bis 1652 umgebaut. Aus dieser Zeit stammte wohl der steinerne Unterbau des Westturms, auf dem 1750 ein bretterverschalter Ständerbau errichtet wurde.  Die Innenausstattung, Altar, Kanzel, Figuren und Bilder gehören der zweiten Hälfte des 17. Jahrhunderts an.
Die Tiefenseer Kirche hat wie die meisten anderen Gotteshäuser im Kirchenkreis Heiligenbeil den Zweiten Weltkrieg nicht unbeschadet überstanden.

### Kirchspiel
Bei überwiegend evangelischer Bevölkerung war Tiefensee bis 1945 Sitz eines Pfarramtes. Zu dessen Kirchspiel gehörten zuletzt etwa 1200 Gemeindeglieder, die in neun umliegenden Ortschaften wohnten:
| - Arnstein (Jarzeń) - Arnsteiner Mühle (Jarzeński Młyn) - Milchbude (Mlecznik) - Montitten (Mątyty) | - Mühlenhof (Młynowo) - Sargen (Szarki) - Schönfeld (Sówki) - Tiefensee (Głębock) |

Das Kirchspiel Tiefensee war bis 1945 in den ostpreußischen Kirchenkreis Heiligenbeil (heute russisch: Mamonowo) in der Kirchenprovinz Ostpreußen der Evangelischen Kirche der Altpreußischen Union eingegliedert.
Heute ist die Kirche in Głębock Filialkirche in der Pfarrei Dębowiec (Eichholz) im Dekanat Pieniężno (Mehlsack) im Erzbistum Ermland der Katholischen Kirche in Polen. Evangelische Kirchenglieder gehören zur Diözese Masuren der Evangelisch-Augsburgischen Kirche in Polen.

### Pfarrer
Zwischen der Reformation und der Vertreibung im Jahre 1945 amtierten in Tiefensee als evangelische Geistliche:
| 0000–0000: Parisius 0000–0000: Klein 1570–0000: Johann Preuß 0000–1625: Johann Röder 1626–1643: Christoph Eisenblätter 1644–1654: Georg Cretzmer 1654–1656: Pancratius Buck 1656–1704: Martin Glenius 1704–1741: Johann Friedrich Steinhagen 1742–1747: Carl Daniel Jordan 1747–1753: Christoph Werner 1754–1757: Daniel Jacob Becker 1757–1763: Johann Gottfried Meuschen 1763–1780: Friedrich W. Georgesohn 1780–1814: Friedrich Wessel | 1815–1817: Johann Christian Friedrich Schmidt 1817–1838: Sigismund Otto von Schaewen 1844–0000: Carl Rudolf Bredow (genannt) 1847–1861: Carl Ludwig August Huebner 1861–1869: Heinrich List 1868–1870: Alexander Dodillet 1871–1875: Carl Leopold Tobias 1875–1884: Friedrich Wilhelm Ernst Kühn 1884–1886: Julius Reinh. Wilhelm Kittlaus 1886–1892: Ernst Ferdinand Marklein 1893–1906: Johann Wilhelm Georg Schulz 1906–1908: Bruno Doehring 1908–1938: Emil Schultz 1939–1945: Ernst Nasner |

## Verkehr

### Straßen
Głębock ist trotz seiner abgelegenen Grenzlage gut über die polnische Woiwodschaftsstraße (DW) 510 (frühere deutsche Reichsstraße 126) zu erreichen. Sie verläuft auf der Trasse der ehemaligen deutschen Reichsstraße 126, die vom südostpreußischen Alt Christburg (heute polnisch: Stary Dzierzgoń) über Mehlsack (Pieniężno) bis nach Königsberg (Preußen) (heute russisch: Kaliningrad) und bis zum nordostpreußischen Groß Skaisgirren (heute russisch: Bolschakowo) führte. In Pieniężno (Mehlsack) trifft die DW 510 auf die beiden bedeutenden Verkehrswege der DW 507 (Braniewo (Braunsberg) ↔ Dobre Miasto (Guttstadt)) und DW 512 (Pieniężno ↔ Bartoszyce (Bartenstein)).
In Głębock treffen zwei Nebenstraßen aus den Nachbarorten Grabowiec (Schönwalde) bzw. Jarzeń (Arnstein) auf die DW 510.

### Schienen
Bahnverkehrstechnisch liegt Głębock sehr abgeschlagen weit von den Verkehrswegen entfernt. Zwischen 1885 und 1945 war das Dorf Bahnstation an der bedeutenden Nordsüdstrecke von Königsberg (Preußen) über Zinten (heute russisch: Kornewo) nach Allenstein (heute polnisch: Olsztyn Gutkowo).
Heute besteht Bahnanschluss nur noch ab Pieniężno (Mehlsack)  an der Bahnstrecke Braniewo–Olsztyn Gutkowo (Braunsberg–Göttkendorf (–Allenstein)).

## Persönlichkeiten
- Bruno Frankewitz (* 8. Dezember 1897 in Tiefensee; † 11. August 1982 in Straelen bei Geldern), deutscher Offizier im Zweiten Weltkrieg